# Joe Foreman
Joe Foreman (eigentlich Joseph F. Foreman; * 19. Mai 1935 in Toronto; † 18. April 1999) war ein kanadischer Sprinter.
Bei den British Empire and Commonwealth Games 1954 in Vancouver scheiterte er über 440 Yards im Vorlauf und gewann Silber mit der kanadischen 4-mal-440-Yards-Stafette.
Ein Jahr später, 1955, wurde er Kanadischer Meister über 100 Yards und 220 Yards.
Danach schied er bei den Olympischen Spielen 1956 in Melbourne über 200 m und in der 4-mal-100-Meter-Staffel in der ersten Runde aus.

## Persönliche Bestzeiten
- 100 m: 10,6 s, 1956
- 220 Yards: 21,5 s, 1954